# Vacheresse
 Vacheresse  es una comuna y población de Francia, en la región de Auvernia-Ródano-Alpes, departamento de Alta Saboya, en el distrito de Thonon-les-Bains y cantón de Abondance.
Su población en el censo de 2013 era de 755 habitantes.
Está integrada en la Communauté de communes de la vallée d'Abondance.

## Demografía
| 613 | 571 | 559 | 523 | 533 | 606 | 729 | 758 | 781 | 785 |
| Para los censos de 1962 a 1999 la población legal corresponde a la población sin duplicidades (Fuente: INSEE [Consultar]) |     |     |     |     |     |     |     |     |     |